# مسکات (تنسی)
مسکات(به انگلیسی: Mascot) شهری در ایالت تنسی کشور ایالات متحده آمریکا است که جمعیت آن در سرشماری سال ۲۰۱۰ میلادی، ۲٬۴۱۱ نفر بوده‌است.